# Krummbach (Ablach)
Die Krummbach ist ein Bach in den baden-württembergischen Landkreisen Konstanz, Tuttlingen und zuletzt Sigmaringen, der nach einem knapp 15 km langen, insgesamt nordöstlichen Lauf am Dorf Unterbichtlingen der Gemeinde Sauldorf von links in die obere Ablach mündet.

## Geographie

### Verlauf
Die Krummbach entspringt im Südteil Wilde Hölle des Schindelwaldes nordöstlich der Krätlemühle beim Eigeltingener Dorf Heudorf auf etwa 686 m ü. NHN in sumpfigem Gelände und fließt zunächst kurz südöstlich, geht aber noch im Wald in eine Linkskurve und zieht dann am Waldrand nördlich bis nordöstlich, vorbei am Dorf Gallmannsweil am rechten Oberhang.
Dann wechselt sie in die Gemeinde Neuhausen ob Eck im Landkreis Tuttlingen über. Nachdem sie die Neuhausener Weiler Hattelmühle und Holzach durchflossen hat, bekommt sie links Zufluss von der Wettbach und ist dann unterhalb von Volkertsweiler auf ein kurzes Stück Kreisgrenze zum Landkreis Sigmaringen, ehe sie ganz in diesen übertritt.
Weitere größere Orte am nun nordöstlichen Lauf sind danach die Sauldorfer Ortsteile Boll und Krumbach, wo von links der aus dem Norden kommende Rosenbach mündet. In östlicher Richtung fließt sie daraufhin parallel zur Bundesstraße 313 durch ein Waldgebiet. Nach dem Kulturdenkmal Schloßbühl auf dem rechten Hang zweigt sie nach rechts einen Triebwerkskanal ab, der an den ersten Häusern des Dorfes Unterbichtlingen wieder zurückläuft, kurz bevor sie am nördlichen Ortsrand von links auf 608 m ü. NHN und nach 14,7 Kilometer Lauf in die Ablach mündet.

### Einzugsgebiet
Die Krummbach hat ein oberirdisches Einzugsgebiet von 66,1 km², das ungefähr die Form eines Parallelogramms zeigt mit einer längeren Diagonale von etwa 15,5 km Länge von der Westspitze bei Wehstetten (Gemeinde Emmingen-Liptingen) zur Mündung bei Unterbichtlingen. Die kürzere spannt sich ungefähr vom Bogen des obersten Laufes noch vor Gallmannsweil nordnordöstlich bis zur Nordspitze bei Buchheim und ist etwa elf Kilometer lang. Hier liegt auch die mit etwas über 800 m ü. NHN beim Aussichtsturm Langer Hans am Südrand von Buchheim höchste Stelle im Einzugsgebiet. In ihm läuft der kleine Fluss meist recht nahe der rechten Wasserscheide und der überwiegende Teil des Einzugsgebietes liegt links von ihm, mit weiten Flächen im Nordwesten ohne oberirdischen Wasserlauf, die aber durch Trockentäler reliefiert sind.
Die nordöstliche Wasserscheide verläuft vor dem Einzugsgebiet des nächsten linken Ablach-Zuflusses Grabenbach, der erst direkt und dann über seinen rechten Zufluss Mettenbach konkurriert. Die südöstliche trennt vom nahen Entwässerungsgebiet der Ablach und nur zwei kleineren aufwärtigen Zuflüssen von dieser. Auf der etwas gezackten Südseite ist die Grenze ein Teil der Europäischen Hauptwasserscheide zwischen Donau diesseits und der hinter ihr über den Bodensee in den Rhein entwässernden Stockacher Aach, die den See in der Nordwestbucht des Überlinger Sees erreicht, zuletzt dann kurz auch des Wasserburger Talbachs, der letztlich über die Radolfzeller Aach in die andere Westbucht des Zeller Sees einfließt. Die kurze westliche Einzugsgebietsgrenze und dann die nordwestliche Einzugsgebietsgrenze nähern sich der Donau immer mehr, weshalb dahinter außer dem bei Tuttlingen mündenden Seltenbach nur kürzere Bäche zu diesem Strom fließen.
Rund 40 Prozent des Krummbach-Einzugsgebiets gehören zum karsthydrologischen Einzugsgebiet des Aachtopfs, einer Karstquelle, die über die Radolfzeller Aach zum Rhein entwässert. Mehrere Markierungsversuche im Krummbach-Einzugsgebiet zeigten Verbindungen zum Aachtopf auf: Eingabepunkte waren eine frühere Tongrube östlich von Liptingen ⊙, ein Steinbruch südlich von Buchheim ⊙, ein Bächlein unterhalb von Worndorf ⊙ sowie das Schluckloch Wasserfall im Schindelwald ⊙. Weitere Markierungsversuche mit Eingabepunkten knapp außerhalb des Krummbach-Einzugsgebiets zeigten für den Erdfall Harreser ⊙ und den Sickerschacht der Kläranlage von Neuhausen ob Eck ⊙ ebenfalls Verbindungen zum Aachtopf auf; ein Versuch unweit der Minkenlohquelle ⊙ brachte hingegen keine eindeutigen Ergebnisse. Bei einem Teil der Versuche wurden auch Nebenaustritte an Quellen festgestellt, die nördlich von Eigeltingen am Krebsbach liegen.
Die aus den Markierungsversuchen abgeleitete Grenze des Aachtopf-Einzugsgebiets verläuft ungefähr von Buchheim kommend nach Südosten, zwischen Worndorf und Altheim sowie zwischen Ober- und Unterschwandorf hindurch in einem Bogen nach Südwesten abbiegend zu einem Punkt knapp nördlich von Heudorf im Hegau.

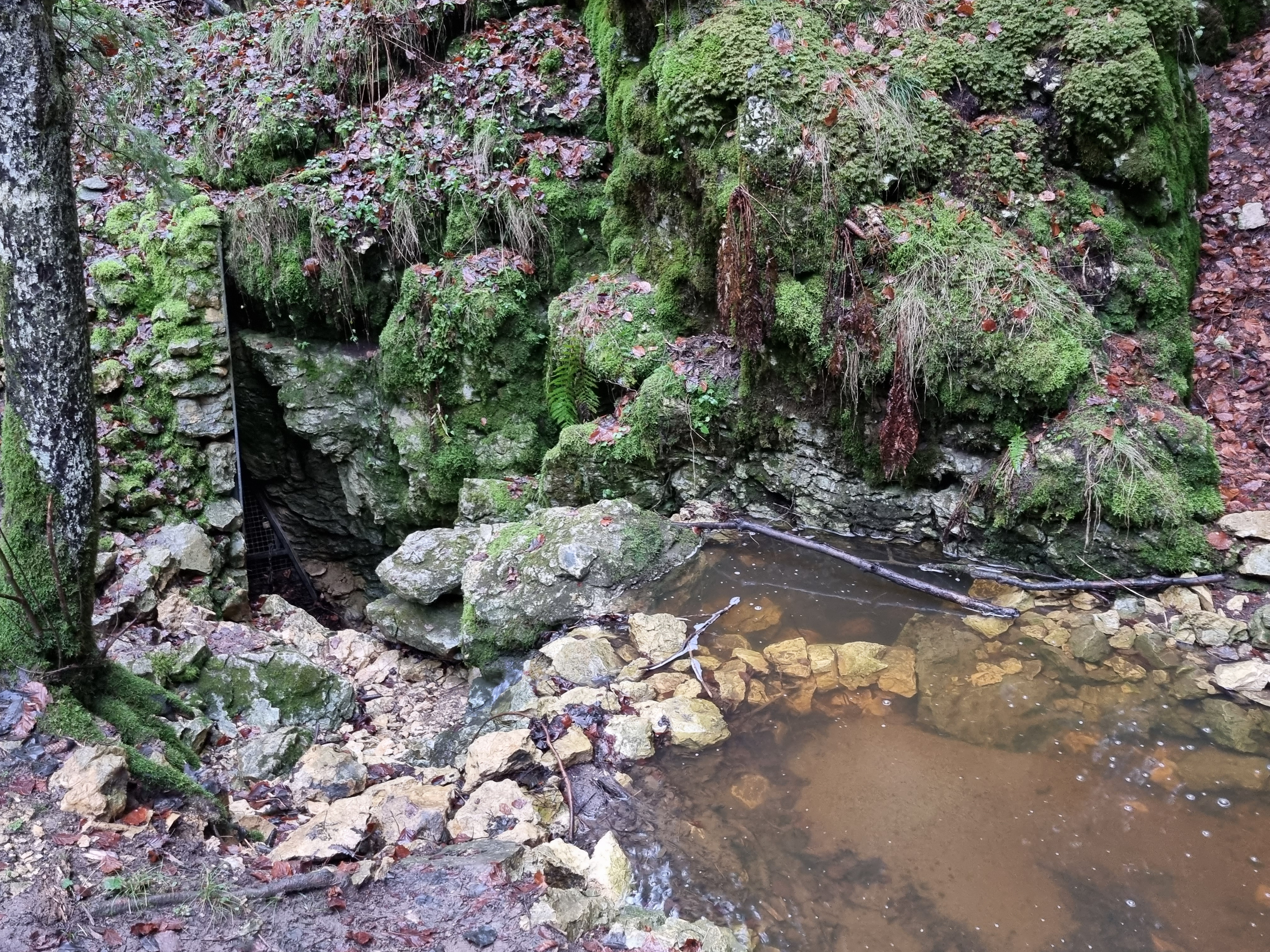
Schluckloch Wasserfall im Schindelwald

Das Karstgebiet entwässert zum Teil über Schlucklöcher, an denen meist kurze Rinnsale enden. Zu den bemerkenswerten Schlucklöchern zählt der Wasserfall im Schindelwald, der als Naturdenkmal ausgewiesen ist (siehe Liste der Naturdenkmale in Neuhausen ob Eck). Der Wasserfall liegt an einer Kluftkreuzung im Oberen Jura knapp nördlich der Grenze zum Altmoränengebiet. Bei Regen versickern hier 10 bis 20 Liter pro Sekunde, bei extremen Niederschlägen deutlich mehr. Der Wasserfall ist Endpunkt eines im Moränengebiet sich nach Süden auffächernden Systems temporär durchflossener Gräben, das bis zum Wohnplatz Waldhof (1,4 km südwestlich), zum ebenfalls als Naturdenkmal ausgewiesenen kleinen Hochmoor Wilde (1,0 km südlich) und zum Wohnplatz Göningerhöfe (0,5 km ostsüdöstlich) reicht.

### Zuflüsse und Seen
Hierarchische Liste der Zuflüsse und  Seen von der Quelle zur Mündung. Gewässerlänge, Seefläche und Einzugsgebiet und Höhe nach den entsprechenden Layern auf der Onlinekarte der LUBW. Andere Quellen für die Angaben sind vermerkt.
Ursprung der Krummbach auf etwa 686 m ü. NHN nordöstlich der Krätlemühle beim Eigeltingener Dorf Heudorf im Südteil Wilde Hölle des Schindelwaldes.

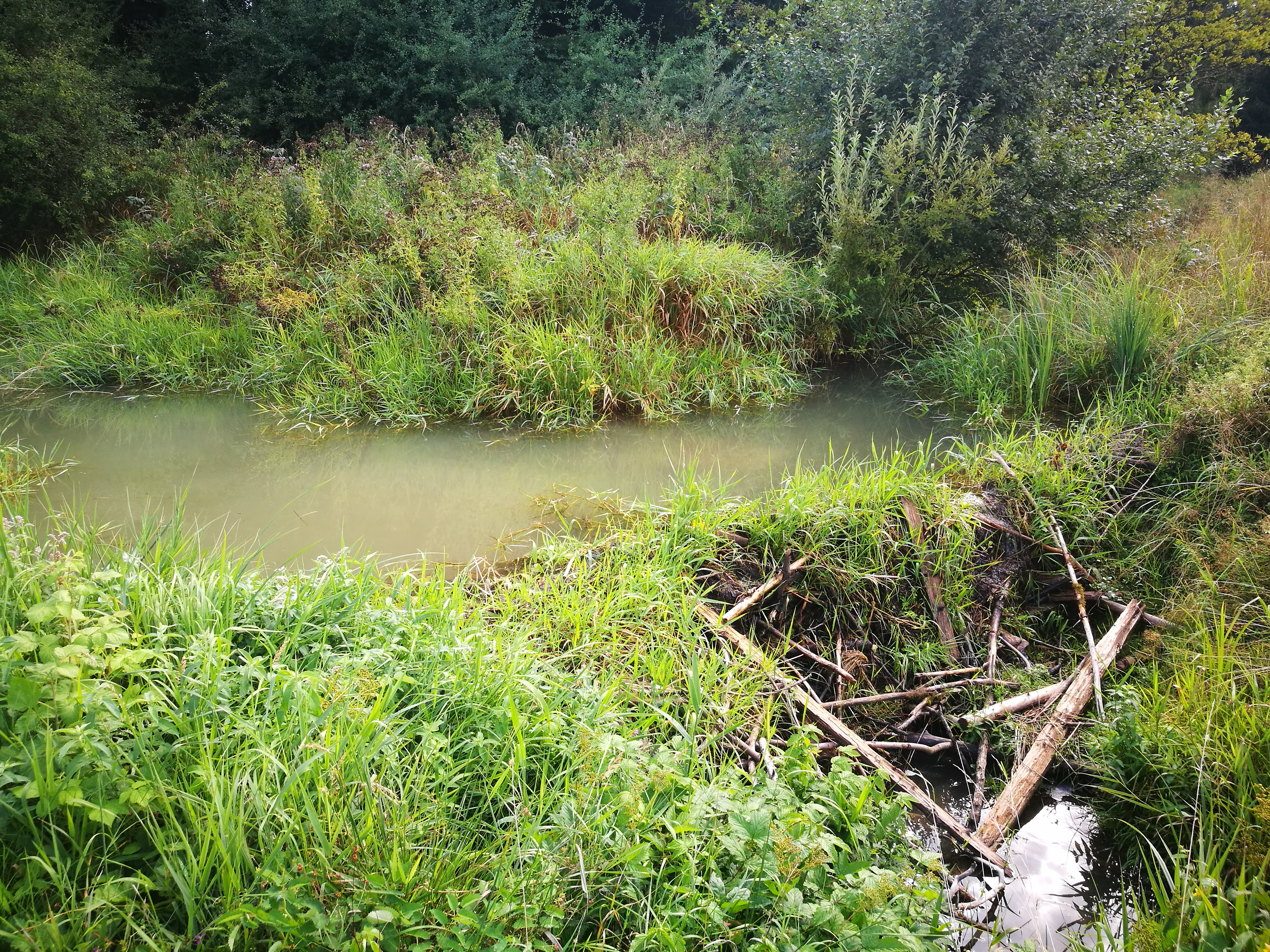
Biberdamm im Oberlauf der Krummbach bei Gallmannsweil

- Haslengraben, von links und Nordwesten auf etwa 664 m ü. NHN in den Krummen Wiesen gegenüber von Gallmannsweil, 1,4 km und ca. 1,4 km².[LUBW 6] Entsteht auf etwa 678 m ü. NHN beim ehemaligen Haslenacker in der Wilden Hölle.
- Fetter-Winkel-Graben, von links und Nordwesten auf etwa 663 m ü. NHN wenig nach dem vorigen, 1,9 km und ca. 1,1 km².[LUBW 6] Entsteht auf etwa 685 m ü. NHN in der ebenfalls zur Wilden Hölle gehörenden Fretzweide.
- Wettbach, von links und Nordnordwesten auf knapp 650 m ü. NHN in der feuchten Niederung Weiherwiese am Nordrand des Dorfes Holzach von Neuhausen ob Eck, 4,1 km und 16,9 km². Entsteht auf etwa 677 m ü. NHN beim Neuhausener Wasenhof. An diesem Zufluss geht der Krummbach kurzzeitig auf Ostkurs.
  - Langewiesengraben, von rechts und Westsüdwesten auf etwa 657 m ü. NHN am Südrand des Neuhausener Dorfes Oberschwandorf, 1,6 km und ca. 6,9 km².[LUBW 6] Entsteht auf etwa 696 m ü. NHN in der Waldbrücke zwischen Wilder Hölle im Süden und Schwandorfer Wald im Norden. Das Einzugsgebiet zieht sich als schmaler Schlauch beidseits der Talabschnitte Dinkeltal, Listlinstal und Sailersgrund noch fast 6 km jenseits der obersten Quelle westwärts bis in die Gegend des Förleshofs von Emmingen-Liptingen.
  - Erlengraben, von links und Nordnordosten auf etwa 653 m ü. NHN nach dessen Durchqueren zu Füßen des Neuhausener Dorfes Unterschwandorf im feuchten Gewann Weiher, 2,5 km und ca. 2,1 km².[LUBW 6] Entsteht auf etwa 685 m ü. NHN in einer Waldinsel nordwestlich der Neuhausener Streckerhöfe.
- Passiert auf etwa 644–642 m ü. NHN vier Teiche der Kläranlage links am Lauf östlich des Neuhausener Dorfs Volkertsweiler, zusammen 0,8 ha.
- Ilgentalgraben, von links und Nordnordwesten auf etwa 639 m ü. NHN kurz vor dem Sauldorfer Dorf Boll, 1,3 km und ca. 1,7 km².[LUBW 6] Entsteht auf etwa 665 m ü. NHN in der Sauldorfer Hofgruppe Ilgental.
- Riedgraben, von rechts und Südwesten auf etwa 637 m ü. NHN in Boll, 1,6 km und ca. 2,2 km².[LUBW 6] Entsteht auf etwa 662 m ü. NHN zwischen dem Friedhof und den Häusern an der Straße Fasanengarten.
- → (Abhang des Triebwerkkanals zur Boller Unteren Mühle), nach rechts kurz nach dem vorigen.
- ← (Rücklauf des Triebwerkkanals), von rechts auf unter 630 m ü. NHN nach der Straßenbrücke an der Unteren Mühle, 0,5 km.
- Passiert auf unter 630 m ü. NHN eine Weihergruppe am linken Ufer am Ortseingang von Krumbach, zusammen 0,3 ha.
- Rosenbach, von links und Nordwesten auf etwa 627 m ü. NHN im Sauldorfer Dorf Krumbach, 3,0 km und 15,5 km². Entsteht auf etwa 665 m ü. NHN westlich des Sauldorfer Dorfes Bietingen am Rand der Nachtweide. Ab diesem Zufluss geht die Krummbach mehr und mehr auf Ostlauf.
  - Gröblemaierhofgraben, von rechts und Westen auf etwa 631 m ü. NHN unterhalb von Bietingen, 2,1 km und ca. 1,3 km².[LUBW 6] Entsteht auf etwa 678 m ü. NHN beim Gröblemaierhof am Südrand der Nachtweide.
  - Dettwiesengraben, von links und Norden auf etwa 630 m ü. NHN kurz nach dem vorigen, ca. 2,7 km[LUBW 7] und ca. 3,7 km².[LUBW 6] Beginnt auf etwa 678 m ü. NHN als Weggraben in den Franzosengruben nördlich der B 311 beim Sauldorfer Weiler Hölzle.
    - (Graben), von rechts und Westen auf etwa 647 m ü. NHN in den Dettwiesen, ca. 1,0 km[LUBW 7] und ca. 0,5 km².[LUBW 6] Entsteht auf etwa 670 m ü. NHN zwischen den Waldinseln Espen und Jakobshölzle.
    - (Graben), von links und Nordosten auf etwa 635 m ü. NHN nahe der Dettenwiesengrabenmündung oberhalb eines alten Seedamms im Weiher, ca. 1,2 km[LUBW 7] und ca. 0,7 km².[LUBW 6] Entsteht auf etwa 642 m ü. NHN in einem Entwässerungsgraben zwischen Dickholz und Maienberg, der durchgehend zum oberen Mettenbach verbindet.
- → (Abgang eines Triebwerkkanals), nach rechts auf etwa 613 m ü. NHN.
- ← (Rücklauf des Triebwerkkanals), von rechts auf etwa 609 m ü. NHN an der Straßenbrücke der Ehnriedstraße im Sauldorfer Dorf Unterbichtlingen, 1,0 km.

Mündung der Krummbach von links und zuletzt Westen auf etwa 608 m ü. NHN  am Nordrand des Dorfes Unterbichtlingen der Gemeinde Sauldorf in die Ablach. Die Krummbach ist 14,7 km lang und entwässert ein Einzugsgebiet von 66,1 km², zu dem seine beiden großen linken Zuflüsse Wettbach und Rosenbach jeweils etwa ein Viertel beitragen.

## Naturräume und Geologie
Anteil am Einzugsgebiet haben zwei Naturräume. Knapp ein Drittel des Gebietes im Nordwesten gehört zur verkarsteten Hegaualb, in der es deshalb kaum oberirdische Wasserläufe gibt. Die restlichen etwas über zwei Drittel im Südosten sind Teil der Donau-Ablach-Platten und damit des in der Riß-Kaltzeit entstandenen Altmoränenlandes. In Richtung Westnordwest–Ostsüdost ist, ungefähr zwischen Schwandorf und Boll auf dem Talverlauf des Wettbachs, in den rißzeitlichen Sedimenten ein Molassebecken eingeschoben. Die Talachse der Krummbach selbst folgt meist einer nachgewiesenen Störungslinie ungefähr senkrecht dazu.

### LUBW
Amtliche Online-Gewässerkarte mit passendem Ausschnitt und den hier benutzten Layern: Lauf und Einzugsgebiet der Krummbach

Allgemeiner Einstieg ohne Voreinstellungen und Layer: Daten- und Kartendienst der Landesanstalt für Umwelt Baden-Württemberg (LUBW) (Hinweise)
1. 1 2 3  Höhe nach dem Höhenlinienbild auf dem Hintergrundlayer Topographische Karte.
2. 1 2  Länge nach dem Layer Gewässernetz (AWGN).
3. 1 2  Einzugsgebiet nach dem Layer Aggregierte Gebiete 05.
4. ↑  Seefläche nach dem Layer Stehende Gewässer.
5. ↑  Einzugsgebiet nach dem Layer Basiseinzugsgebiet (AWGN).
6. 1 2 3 4 5 6 7 8 9 10  Einzugsgebiet abgemessen auf dem Hintergrundlayer Topographische Karte.
7. 1 2 3  Länge abgemessen auf dem Hintergrundlayer Topographische Karte.
8. ↑  Naturräume nach dem einschlägigen Layer.

### Andere Belege
1. ↑  Werner Käß: Das Donau-Aach-System. Die Versickerung der Oberen Donau zwischen Immendingen und Fridingen (Südwestdeutscher Jurakarst). (=Geologisches Jahrbuch, Reihe A, Heft 165) Schweizerbart, Stuttgart 2021, ISBN 978-3-510-96862-6, S. 132–199.
2. ↑  Käß, Donau-Aach-System, S. 265.
3. ↑  Albert Schreiner: Blatt 8019 Neuhausen ob Egg der Geologischen Karte von Baden-Württemberg, Erläuterungen. Stuttgart 2000 (Nachdruck der Ausgabe von 1979), S. 66.
4. ↑  Jürgen Bohnert: Das Ergebnis der Karstforschung im Kartenblatt 8019 Neuhausen ob Eck in den Jahren 2004 und 2005. In: Grabenstetter höhlenkundliche Hefte. 11(2005), S. 103–119, hier S. 113 (PDF, 1,3 MB).
5. ↑  Geologie nach Mapserver des Landesamtes für Geologie, Rohstoffe und Bergbau (LGRB) (Hinweise).